# Minden (drague)
Pour les articles homonymes, voir Minden (homonymie).
Le Minden est une excavatrice à chaîne à godets à vapeur de 1882 qui est un navire musée du Museum der Deutschen Binnenschifffahrt (Musée de la navigation intérieure allemande)  à Duisbourg-Ruhrort depuis 1982, avec le remorqueur à roues à aubes Oscar Huber.
Il est classé monument historique en Rhénanie-du-Nord-Westphalie.

## Historique
Le Minden a été construit à Mayence en 1882. La drague à vapeur a été utilisée pour les travaux de dragage sur la Weser entre Stolzenau et Hameln jusqu'en 1979 pour des sociétés de Hanovre. Elle était déplacée par un remorqueur.
L'installation sous le pont était destinée à un équipage de quatre personnes qui vivaient également à bord pendant la mission. L'équipage était logé dans trois pièces: l'opérateur d'équipement et le machiniste dans une pièce chacun à l'avant, deux matelots dans une pièce à l'arrière. Il y avait aussi une cuisine ainsi qu'une salle de bain et des toilettes à bord.
Certaines parties du mobilier datent de la construction de la pelle (meubles de chambre, cuisinière). Cependant, dans les années 50, le mobilier est complété par quelques agencements et aménagements censés faciliter la vie à bord de l'équipage (douche, fer à repasser, réfrigérateur et habillage des murs). Étant donné que la plupart des réparations mineures devaient être effectuées immédiatement, l'une des conditions préalables pour pouvoir devenir opérateur de dragage était une formation de batelier ou d'artisan, de préférence dans la métallurgie. Au total, sept opérateurs de dragues ont supervisé les travaux à bord de la drague pendant les 97 années de son utilisation.

## Caractéristiques techniques
- Année de construction : 1882
- Hors service : 1979
- Chantier naval : Gebr. Schultz Maschinen-Fabrik, Kesselschmiede und Schiffs-Werft, Mainz
- Hauteur de la flèche de dragage: 5,10 m
- Largeur : 1,30 m
- Tirant d'eau : jusqu'à 6,50 m
- Entraînement : moteur à vapeur
- Puissance : 12 kW (16 cv) à 90 tr/min
- Consommation : 50 kg/h de charbon
- Godets : jusqu'à environ 1932 en fonte grise, puis en acier moulé, jusqu'à environ 1923, il y avait 24 godets sur une chaîne plate. Vers 1923, la chaîne a été prolongée par trois godets. Capacité du godet : 71 litres
- Rendement : avant 1923 environ 25 à 30 t/heure, après cela environ 35 t/heure, après l'installation du tamis 75 t/heure.
- Production annuelle : entre 1959 et 1979 avec environ 130-150 jours d'utilisation, 20.000 à 45.000 m³ de dragage fin.
- Déplacement : la pelle a été remorquée sur de longues distances. Des chaînes avant et latérales ont été installées sur place. La pelle pouvait se tirer sur des distances plus courtes à l'aide de treuils.
- Zone d'utilisation : de Hamelin à Stolzenau (environ 100 kilomètres de la Weser)